# Marina Razbezjkina
Marina Razbezjkina (russisk: Марина Александровна Разбежкина) (født 17. juli 1948 i Kasan i Sovjetunionen) er en russisk filminstruktør og manuskriptforfatter.

## Filmografi
- Vremja zjatvy (Время жатвы, 2004)[3][4]